# دامناب (اهر)
دامناب یکی از روستاهای استان آذربایجان شرقی است که در دهستان گویجه بل بخش مرکزی شهرستان اهر واقع شده‌است.این روستا ۱۶۱ نفر جمعیت دارد.